# Michele Miarelli
Michele Miarelli (Roma, 29 aprile 1984) è un ex giocatore di calcio a 5 italiano, campione europeo con la nazionale italiana nel 2014.

## Carriera

### Club
Cresce nelle giovanili della BNL Roma prima, e della Roma Futsal poi.
Nel 2006 viene acquistato dal Torrino, dove disputa tre stagioni in A2, vincendo, nel 2009, la Coppa Italia di categoria.
La stagione 2009-2010 è quella dell'esordio in massima serie, tra le file della Lazio.
Nell'estate 2010 passa all'ambiziosa Canottieri Lazio, dove, in due anni, ottiene due promozioni dalla Serie B alla A, vincendo il primo anno la Coppa Italia di Serie B.
La chiusura della compagine biancazzurra nell'estate 2012 lo porta al trasferimento ad un'altra squadra ambiziosa neopromossa in massima serie, la Cogianco, dove arriva a sorpresa a disputare la finale di Coppa Italia, persa per mano della Luparense.
A fine anno segue Alessio Musti, passando alla Real Rieti, con cui disputa una finale di Winter Cup.
Nell'estate 2014 segue ancora Musti, trasferendosi alla Luparense (prima esperienza fuori dal Lazio). Dopo due stagioni anonime per la squadra veneta, alla terza, nel 2017 Miarelli si laurea per la prima volta Campione d'Italia, vincendo nel dicembre successivo anche la relativa Supercoppa.
Nell'estate 2018, con la dismissione della compagine veneta, si trasferisce all'Italservice assieme ai compagni Honorio e Taborda.

### Nazionale
Miarelli ha vinto, con la nazionale italiana il campionato europeo 2014, nel quale ha realizzato una rete contro l'Azerbaigian.

## Palmarès

### Competizioni nazionali
- Campionato italiano: 3

Luparense: 2016-17
Italservice:  2018-19, 2020-21
- Coppa Italia: 1

Italservice: 2020-21
- Supercoppa italiana: 2

Luparense: 2017
Italservice: 2019
- Coppa Italia di Serie A2: 1

Torrino: 2008-09
- Coppa Italia di Serie B: 1

Canottieri Lazio: 2010-11

### Competizioni internazionali
- Campionato d'Europa: 1

Italia: 2014

### Individuale
- Miglior portiere della final eight di Coppa Italia: 1

2021
- Miglior giocatore della finale Scudetto: 1

2021
- Miglior giocatore della finale Supercoppa : 1

2020